# لوزر

لوزر (به فرانسوی: Lozère) چهل و هشتمین شهرستان فرانسه است. شهرستان لوزر در جنوب این کشور قرار دارد. این شهرستان زیرمجموعه ناحیه لانگدوک روسیون می‌باشد. مساحت این شهرستان ۵٬۱۶۷ کیلومتر مربع و جمعیت آن ۷۳٬۵۰۹ نفر است. این شهرستان در خلال انقلاب فرانسه بر پا گردید.